# Fryderyk Staub
Fryderyk Staub (ur. 30 listopada 1899 we Lwowie, zm. 11 stycznia 1982 w Gliwicach) – polski inżynier metaloznawca, kawaler Orderu Virtuti Militari.

## Życiorys
Urodził się w rodzinie Jerzego, urzędnika kolejowego, i Berty z domu Kurcer. We Lwowie ukończył szkołę ludową i II Szkołę Realną. Zdał maturę z wyróżnieniem. W 1916 rozpoczął studia w Technicznej Akademii Wojskowej w Mödling. W październiku 1918 przerwał naukę i 4 listopada wstąpił w szeregi tworzonego Wojska Polskiego. Został wcielony do 5 pułku piechoty Legionów, walczył o Lwów i Przemyśl, a następnie uczestniczył w wojnie polsko-bolszewickiej, awansował na dowódcę plutonu, a następnie kompanii. W 1920 został przeniesiony do 1 Dywizji Piechoty Legionów, a od 8 czerwca 1921 w szeregi 19 Dywizji Piechoty.
Po przeniesieniu do rezerwy 31 sierpnia 1922 powrócił do Lwowa i rozpoczął studia na Wydziale Mechanicznym Politechniki. Podczas studiów pracował w Mechanicznej Stacji Doświadczalnej, wstąpił do Polskiej Partii Socjalistycznej i Związku Strzeleckiego. Po ukończeniu nauki i otrzymaniu dyplomu w 1926 wyjechał do Poznania i podjął pracę w Zakładach Cegielskiego. Dość szybko przeniósł się do Sosnowca, tam pracował jako asystent w kopalni węgla Milowice. W 1929 otrzymał stanowisko kierownicze w odlewni żelaza „Zieleniewski-Fitzner-Gampler” w Dąbrowie Górniczej, a następnie po otrzymaniu stypendium Funduszu Kultury Narodowej wyjechał do Berlina, gdzie pogłębiał wiedzę z zakresu metaloznawstwa, naukę kontynuował w Zurychu. Po powrocie do Polski w 1930 ponownie zamieszkał w Poznaniu i pracował w Zakładach Cegielskiego, początkowo był asystentem kierownika, a następnie kierownikiem odlewni żeliwa, staliwa i metali nieżelaznych. 2 stycznia 1932 awansował na kapitana rezerwy i podlegał 57 pułkowi piechoty wielkopolskiej. W 1935 powrócił do Lwowa, został członkiem Towarzystwa Politechnicznego, podjął pracę na Politechnice w Mechanicznej Stacji Doświadczalnej, pracował tam również po wkroczeniu Armii Czerwonej. 
Początkowo był starszym asystentem a następnie docentem w Katedrze Technologii Metali w utworzonym z politechniki Lwowskim Instytucie Politechnicznym. Na początku 1940 został członkiem Związku Walki Zbrojnej, w swoim mieszkaniu ukrywał radiostację ZWZ. W kwietniu 1940 został szefem sztabu II Okręgu Lwów-Zachód, funkcję tę pełnił przez pięć miesięcy. W maju 1941 został komendantem Okręgu ZWZ-1, stopień ten utrzymał przez cztery miesiące. Po zajęciu Lwowa przez hitlerowców zrezygnował z pracy zawodowej, od stycznia 1942 przez trzy miesiące w domu Fryderyka Stauba działała konspiracyjna drukarnia, powielano w niej m.in. „Biuletyn Ziemi Czerwieńskiej”. Był poszukiwany przez Gestapo, ukrywał się jednocześnie działając w konspiracji. Od kwietnia 1944 był komendantem Obwodu Przemyślany w Inspektoracie Południowym Armii Krajowej, od 16 kwietnia dowodził oddziałem partyzanckim, który uczestniczył w Akcji „Burza” oraz 24 lipca 1944 zdobył Bóbrkę. 25 lipca 1944 został odwołany z funkcji komendanta, miesiąc później złożył broń i powrócił do Lwowa. Ponownie otrzymał pracę w Instytucie Politechnicznym, został docentem i kierował Katedrą Obróbki Plastycznej Metali. 
We wrześniu 1945 został repatriowany do Polski, zamieszkał w Gliwicach i uczestniczył w organizacji Politechniki Śląskiej. Został zastępcą profesora, powierzono mu funkcję kierownika Katedry Metaloznawstwa, równolegle kierował Wydziałem Ekspertyz Hutniczego Instytutu Badawczego. W 1949 uzyskał tytuł profesora nadzwyczajnego, a w 1957 profesora zwyczajnego. Pomiędzy 1955 a 1957 pełnił funkcję dziekana Wydziału Mechanicznego, a od 1959 a 1962 był prorektorem do spraw nauki. W okresie od 13 grudnia 1959 do 20 maja 1964 był Prezesem Zarządu Aeroklubu Gliwickiego. W 1970 przeszedł w stan spoczynku. 
Był dwukrotnie żonaty. Po raz pierwszy z Marią z domu Dudajek, po raz drugi z Marią z domu Hnat. Dzieci nie miał.
Zmarł w Gliwicach, pochowany na Centralnym Cmentarzu Komunalnym (sektor LA7-1-48).

## Dorobek naukowy
Dorobek naukowy Fryderyka Stauba obejmuje autorstwo i współautorstwo ośmiu książek, sześć skryptów i około stu publikacji, artykułów i felietonów. Był redaktorem naczelnym „Zeszytów Politechniki Śląskiej”, był członkiem Wojewódzkiej Rady Narodowej w Katowicach, prezesem Aeroklubu w Gliwicach oraz członkiem Związku Nauczycielstwa Polskiego.

## Ordery i odznaczenia
- Krzyż Kawalerski Orderu Odrodzenia Polski (1962)
- Krzyż Srebrny Orderu Wojskowego Virtuti Militari (16 lutego 1921)[4]
- Krzyż Walecznych (1921)
- Złoty Krzyż Zasługi z Mieczami
- Złoty Krzyż Zasługi (29 września 1955)[5]
- Medal 10-lecia Polski Ludowej (19 stycznia 1955)[6]

## Nagrody i wyróżnienia
- Nagroda Państwowa III stopnia (zespołowa) za opracowanie technologii i uruchomienie produkcji nowych gatunków elektrod otulonych do lukowego spawania (1952)[7]
- tytuł doktora honoris causa Politechniki Śląskiej (27 września 1980)